# Na Wéwé
Na Wéwé (Kirundi  - vertaling Nederlands: Jij ook) is een Belgische kortfilm van regisseur Ivan Goldschmidt uit 2010.  De film speelt zich af rond 1994 in Burundi in volle burgeroorlog en etnische genocide.  De film is genomineerd op de 83ste Oscaruitreiking voor een Academy Award voor Beste Korte speelfilm.
Scenarioschrijver en bioingenieur Jean-Luc Pening woonde tijdens de burgeroorlog in Burundi op een plantage en werd daar zonder aanleiding in 1995 door soldaten in het hoofd geschoten en voor dood achtergelaten.  Belgische para's vonden hem nog in leven, met een kapotgeschoten rechteroog en een linkeroog waarvan de zenuw geraakt werd en repatrieerden hem naar België, waar hij evenwel ook na vele operaties blind bleef. In 1997 keerde Pening als blinde terug naar Bujumbura waar hij actief bleef in zijn plantage en filmproductiehuis Menya Media oprichtte.  Pening schreef met Na Wéwé een verhaal waaruit zijn kritische kijk op de zinloosheid van etnische conflicten blijkt. Pening en Goldschmidt richtten na de draaidagen in Burundi uit persoonlijke betrokkenheid ter plaatse een school voor jonge filmmakers op.
De film werd gemaakt met financiële steun van de Franse Gemeenschap, het Vlaams Audiovisueel Fonds, de RTBf en Unesco. Naast Renaud Rutten als de Européen speelden ook Fabrice Kwizera als de Petit Rebelle, Ciza Muhirwa, Ismaël Kaposho, Purcheline Matega, Issa Rugendo en Floris Kubwimana karakterrollen.  De opnames vonden plaats op 8 draaidagen van 11 tot 18 augustus 2009 op de Route de Buhonga.
De film ontving in 2010 in Brussel de publieksprijs op het 13de Brussels Short Film Festival, de Prix Cinécourts op het 18de Festival Le Court en dit long in het Centre Wallonie-Bruxelles te Parijs en de Prix des auteurs op het Festival du Film Indépendant de Bruxelles. Verder kreeg het de Bewegte Bilder Kurzfilmpreis op de Französische Filmtage Tübingen / Stuttgart, de persprijs en de prix Be TV op het Festival Médias 10/10 in Namen en de tweede prijs in de categorie «Confrontation» op het Festival Interfilm te Berlijn. De film kreeg een honourable mention op het Australische Flickerfest International Short Film Festival 2011.  De film werd ook nog vertoond op het 33ste internationaal kortfilmfestival van Clermont-Ferrand.

## Plot
Een minibusje met Burundese burgers en een Belg wordt tegengehouden door Hutu rebellen.  De passagiers moeten uitstappen en de Hutu's moeten zich rechts van de weg, de "Tutsi slangen" links van de weg plaatsen. Iedereen rent naar rechts.  De bendeleider moet nu uitmaken wie Hutu en wie Tutsi is.